# Richard C. Elliott
Richard C. Elliott (* 1945 in Portland, Oregon; † 19. November 2008 in Ellensburg, Washington) war ein US-amerikanischer Künstler, der vor allem durch seine großformatigen Installationen aus industriellen Straßenreflektoren bekannt wurde.

## Leben
Richard C. Elliott wuchs in Portland auf, wo er öffentliche Schulen besuchte. Trotz seiner Legasthenie zeichnete er sich in Sport und Zeichnen aus. Sein starker Leistungswille führte ihn an das Central Washington State College (heute Central Washington University) in Ellensburg, Washington, wo er Kunst studierte und mit einem Bachelor abschloss. Dort lernte er auch seine spätere Frau, die Künstlerin Jane Orleman, kennen.

## Werk
Richard C. Elliott ist bekannt für seine großformatigen Installationen, die er mit industriellen Straßenreflektoren realisiert. Seine Kunstwerke nutzen Licht, Farbe und strahlende geometrische Muster, um die Wechselwirkungen zwischen Licht und Farbe zu erforschen. Er bezeichnet seine Technik als „Malen mit Licht“ und beschreibt, wie ihn die Lichteffekte von Straßenreflektoren auf Landstraßen zu dieser Kunstform inspiriert haben. Ein herausragendes Beispiel seiner Arbeit ist Circle of Light (1992), eine Installation, die seine charakteristische Verwendung von Reflektoren und geometrischen Mustern zeigt.